# Amt Niemegk
Urząd Niemegk (niem. Amt Niemegk) - urząd w Niemczech, leżący w kraju związkowym Brandenburgia, w powiecie Potsdam-Mittelmark. Siedziba urzędu znajduje się w mieście Niemegk.
W skład urzędu wchodzą cztery gminy:
1. Mühlenfließ
2. Niemegk
3. Planetal
4. Rabenstein/Fläming